# Raptors 905 2017-2018
La stagione 2017-18 dei Raptors 905 fu la 3ª nella NBA D-League per la franchigia.
I Raptors 905 arrivarono secondi nella Atlantic Division con un record di 31-19. Nei play-off vinsero il primo turno con i Grand Rapids Drive (1-0), la semifinale di conference con i Westchester Knicks (1-0), la finale di conference con gli Erie BayHawks (1-0), perdendo poi la finale per il titolo con gli Austin Spurs (2-0).

## Roster
| N° | Naz.                   | Ruolo | Sportivo             | Anno | Alt. | Peso |
| -- | ---------------------- | ----- | -------------------- | ---- | ---- | ---- |
| 0  | Canada (bandiera)      | A     | Richard Amardi       | 1989 | 206  | 98   |
| 1  | Stati Uniti (bandiera) | C     | Kennedy Meeks        | 1995 | 208  | 126  |
| 2  | Canada (bandiera)      | G     | Aaron Best           | 1992 | 193  | 84   |
| 4  | Stati Uniti (bandiera) | G     | Lorenzo Brown        | 1990 | 196  | 86   |
| 5  | Brasile (bandiera)     | A     | Bruno Caboclo        | 1995 | 206  | 93   |
| 8  | Stati Uniti (bandiera) | G     | Kethan Savage        | 1993 | 193  | 93   |
| 9  | Stati Uniti (bandiera) | G     | Davion Berry         | 1991 | 193  | 84   |
| 10 | Stati Uniti (bandiera) | A     | Nigel Hayes          | 1994 | 203  | 116  |
| 11 | Camerun (bandiera)     | A     | Roger Moute a Bidias | 1995 | 198  | 93   |
| 13 | Stati Uniti (bandiera) | A     | Malcolm Miller       | 1993 | 201  | 95   |
| 14 | Canada (bandiera)      | GA    | Negus Webster-Chan   | 1993 | 201  | 91   |
| 15 | Stati Uniti (bandiera) | G     | Chris Flemmings      | 1994 | 196  | 90   |
| 15 | Stati Uniti (bandiera) | A     | Nigel Hayes          | 1994 | 203  | 116  |
| 17 | Stati Uniti (bandiera) | A     | Fuquan Edwin         | 1991 | 198  | 94   |
| 22 | Stati Uniti (bandiera) | G     | Malachi Richardson   | 1996 | 198  | 93   |
| 22 | Capo Verde (bandiera)  | C     | Walter Tavares       | 1992 | 218  | 118  |
| 27 | Giamaica (bandiera)    | C     | Shevon Thompson      | 1993 | 213  | 102  |
| 31 | Stati Uniti (bandiera) | C     | Andre Washington     | 1993 | 216  | 107  |
| 33 | Stati Uniti (bandiera) | A     | Kuran Iverson        | 1995 | 206  | 98   |
| 34 | Stati Uniti (bandiera) | A     | Alfonzo McKinnie     | 1992 | 203  | 98   |
| 41 | Canada (bandiera)      | G     | Kaza Keane           | 1994 | 188  | 84   |

## Staff tecnico
- Allenatore: Jerry Stackhouse
- Vice-allenatori: Damany Hendrix, Nathanial Mitchell, Donnie Tyndall
- Vice-allenatori per lo sviluppo dei giocatori: Nicki Gross, John Corbacio